# Marco Chiarelli
Marco Chiarelli (Cento, 1965) è un cantautore e compositore italiano.
Inizia a cantare nel 1986. Con il gruppo d'esordio OverNight (techno dance) partecipa al concorso Rock Contest 87 indetto dalla Videomusic.
Nel 1990 fonda il gruppo noto come gli Enigma insieme al chitarrista Luca Bob Gotti, iniziando la sua scalata come compositore. Nell'aprile del 1989 con gli Enigma pubblica il suo primo 45 giri prodotto dalla Mondadori Moda. Nel 1991 vince Un disco per l'Europa con la canzone Milano.
Nel 1994 incide il so primo LP come solista. Nel 1997 inizia a collaborare come cantante e compositore per i produttori Confetta e Nanni della Strani Suoni facendo anche parte del progetto AirBag.
Con lo pseudonimo di Chuky (1998) scrive in collaborazione con Master Fiffo Dj la canzone Happy Fan che diventerà sigla d'apertura del programma Ambaradan di Radio 105 entrando in varie compilation tra cui quella della sopracitata radio raggiungendo il 12º posto nella classifica di Tv sorrisi e canzoni.
Nello stesso periodo conosce Beppe Carletti, storico leader dei Nomadi, con il quale stipulerà un contratto discografico. Nel 2000 esce il suo album omonimo prodotto dalla Segnali Caotici dello stesso Carletti. Grazie al suo talento Chiarelli scrive tre delle dieci canzoni presenti nell'album Liberi di volare (2000) dei Nomadi: La libertà di volare (secondo singolo), Tu combatterai e Salve sono la giustizia. Grazie al successo di vendite (disco di platino) la collaborazione continua anche nell'album successivo Amore che prendi amore che dai, pubblicato nel 2002; anche in questo disco scrive tre canzoni: Amore che prendi amore che dai, Sospesi tra terra e cielo, Il circo è acceso.
Per la prima volta nella loro carriera i Nomadi, con questo album, salgono fino al primo posto nella hit parade italiana superando di nuovo le 100 000 copie vendute (disco di platino). Nel 2003 esce la raccolta Nomadi 40 a celebrare i 40 anni di attività della band emiliana; nella compilation appaiono i brani riarrangiati di maggior successo e nella quale trova spazio anche: La libertà di volare.
Nell'estate del 2004 incide il singolo Quando t'incontro arrangiato dall'ormai inseparabile chitarrista Roberto Minozzi. Nello stesso periodo esce il doppio album Chiarelli 2004 che contiene sia l'album Marco Chiarelli 1994 che l'album Marco Chiarelli 2000 che il singolo stesso Quando t'incontro. Nel 2005 torna a lavorare con il vecchio produttore Lorenzo Confetta. Nell'estate dello stesso anno esce il singolo Chiarelli 2005 che contiene 3 canzoni: Mi la re sol si mi, Tu sei e Prendi il sole.